# Frine alle feste di Poseidone a Eleusi
Frine alle feste di Poseidone a Eleusi (in polacco Fryne na święcie Posejdona w Eleusis; in russo Фрина на празднике Посейдона в Элевзине?, Frina na prazdnike Posejdona v Ėlevzine) è un dipinto di grandi dimensioni (390 × 763,5 cm) del pittore polacco Henryk Siemiradzki, realizzato nel 1889. Attualmente è conservato al museo russo di San Pietroburgo.
Il soggetto del dipinto si basa sulla leggenda dell'etera greca antica Frine, la quale, convintasi della sua bellezza divina decise di sfidare Afrodite, la dea della bellezza e dell'amore: durante la festa di Posidone a Eleusi, ella si spogliò e scese fino al mare davanti al pubblico.
L'opera venne presentata al pubblico durante una mostra personale dell'artista, nella sala di Raffaello dell'accademia russa di belle arti di San Pietroburgo. In seguito il dipinto venne acquistato dallo zar Alessandro III, dopodiché nel 1897 venne trasferito nella sede attuale.

## Storia

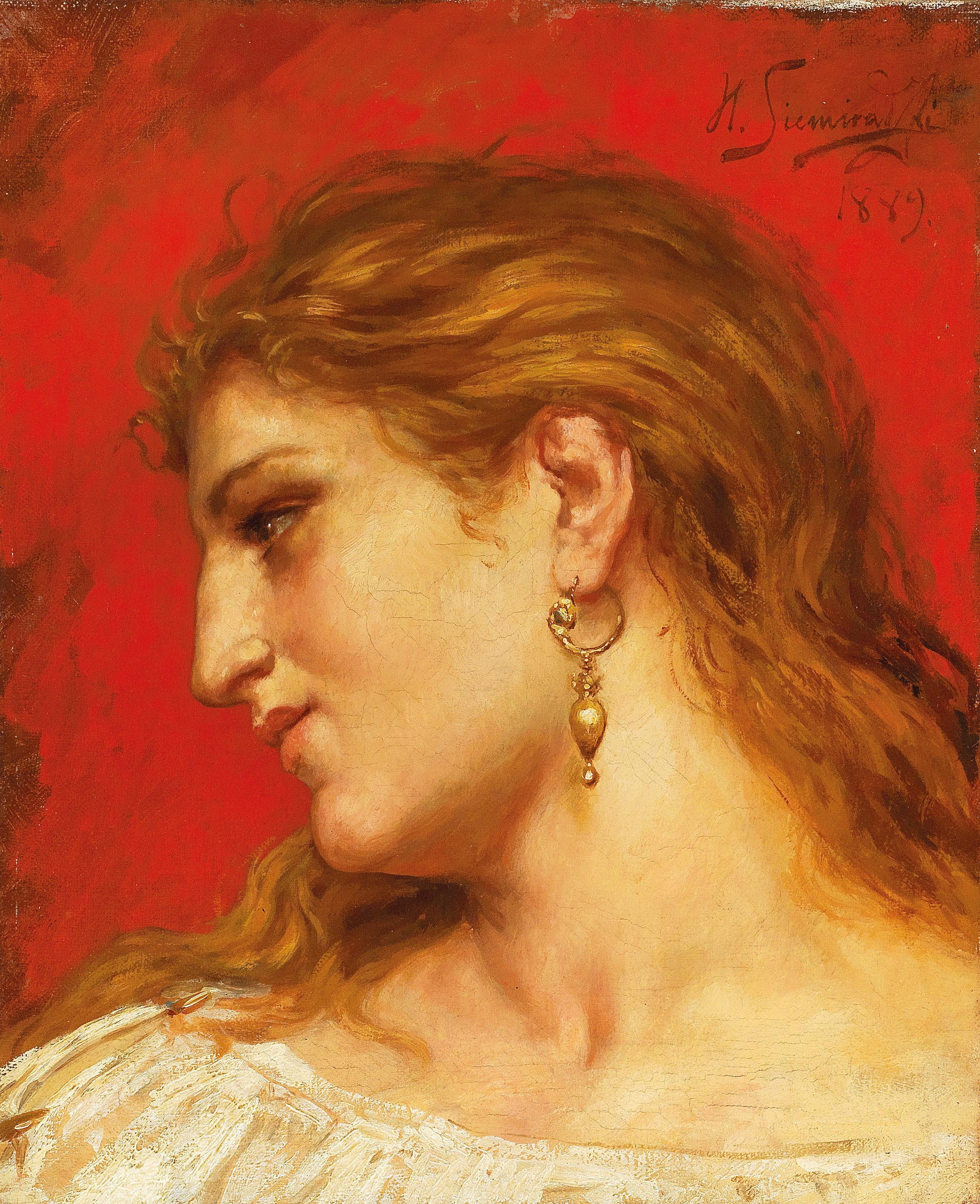
Uno studio per il volto di Frine, datato 1889.

Quando Henryk Siemiradzki cominciò a lavorare a questo quadro alla fine del 1886, chiese al segretario delle conferenze dell'accademia russa di belle arti, Pëtr Iseev, se la Russia avrebbe partecipato all'esposizione universale di Parigi del 1889 (allora la Polonia non era ancora indipendente). In una lettera indirizzata a quest'ultimo scrisse: "In ogni caso preparo un dipinto più grande delle Fiaccole di Nerone. Il suo soggetto sarà Frine che interpreta il ruolo di Afrodite alle feste di Poseidone a Eleusi. Ho sognato da molto tempo un soggetto sulla vita dei Greci, che mi avrebbe permesso di investire il più possibile sulla bellezza classica attraverso la presentazione. Con questo soggetto ho trovato un materiale enorme! Il sole, il mare, l'architettura, la bellezza femminile e il rapimento muto dei Greci alla vista della donna più bella del loro tempo e il piacere dell'artista popolare non hanno nulla a che fare con il cinismo degli adoratori odierni di donnine allegre. Il quadro è già in fase di abbozzo."
È possibile che nel parlare di "adoratori di donnine allegre" Henryk Siemiradzki alludesse al dipinto Frine davanti all'Areopago di Jean-Léon Gérôme (1861), che i critici avevano accusato per la sua nudità eccessiva. Nel criticare il quadro del Gérôme, Siemiradzki voleva esprimere il suo desiderio di creare un'opera sensuale ed erotica, ma che rimanesse decente. Fu nel suo studio a Roma che egli mise in atto il suo progetto. Durante la realizzazione del suo quadro, il pittore si recò soprattutto in Grecia e visitò il sito eleusino.

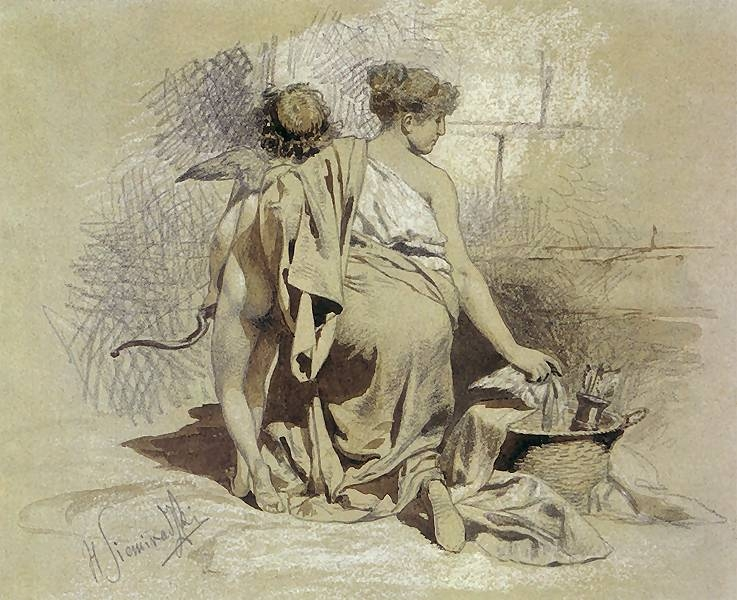
Uno studio per una ragazzina con un amorino, oggi al museo russo.

Dopo aver realizzato vari disegni preparatori (incluso uno che ritrae una giovane con un bambino travestito da amorino), il quadro venne dipinto nell'inverno del 1889 e venne esposto per la prima volta nella sala di Raffaello all'accademia russa di belle arti pietroburghese. Siccome Siemiradzki temeva che la mancanza di illuminazione offuscasse i colori del dipinto, fece in modo di illuminare la tela con dei metodi artificiali: tutte le finestre della sala della mostra furono coperte con del tessuto nero denso, così che gli spettatori fossero nella penombra, e pose quattro lampade elettriche, nascoste alla vista del pubblico, che illuminavano la tela dalle profondità della stanza. Nella stessa mostra vennero esposte anche delle altre opere del pittore polacco, come L'esempio degli dei, Prima del bagno, La tentazione di San Girolamo e Alla fontana.
L'esposizione ebbe un grande successo e attirò migliaia di visitatori, che secondo alcuni dati sarebbero stati più di 30.000. L'opera di Siemiradzki divenne oggetto di un numero speciale della Gazzetta del Governo (in russo Правительственный Вѣстникъ?, Pravitel'stvennyj Vestnik"), che la recensì in modo lusinghiero. In una lettera indirizzata a Marija Kiselëva, datata 17 febbraio 1889, Antòn Čechov scrisse ironicamente a proposito del suo dramma Ivanov:
Dopo la mostra, l'Accademia nominò Siemiradzki un membro indipendente del suo consiglio accademico, esprimendogli la sua riconoscenza per i suoi meriti di pittore. Assieme a L'esempio degli dei, Frine alle feste di Poseidone a Eleusi venne acquistato dall'imperatore Alessandro III per 30.000 rubli. Il successo della Frine suscitò le gelosie del gruppo degli Ambulanti e, tra questi, di Grigorij Mjasoedov. Riguardo a ciò, Vladimir Stasov si limitò a commentare: "Vedo che nella collezione del museo russo si trova un quadro di Siemiradzki, ma è veramente un quadro russo?"
La tela appartenne al dipartimento russo del museo dell'Ermitage e nel 1897 nel museo russo, per completarne le collezioni. Oggi il quadro è esposto permanentemente nella ventunesima sala del palazzo Michajlovskij, dove si trovano anche I martiri cristiani al Colosseo di Konstantin Flavickij e La morte di Nerone di Vasilij Smirnov. Dal 20 dicembre del 2017 al 2 aprile del 2018, l'opera venne esposta nella sala Benois del museo russo per una mostra dedicata al centosettantacinquesimo anniversario della nascita dell'autore.

## Descrizione

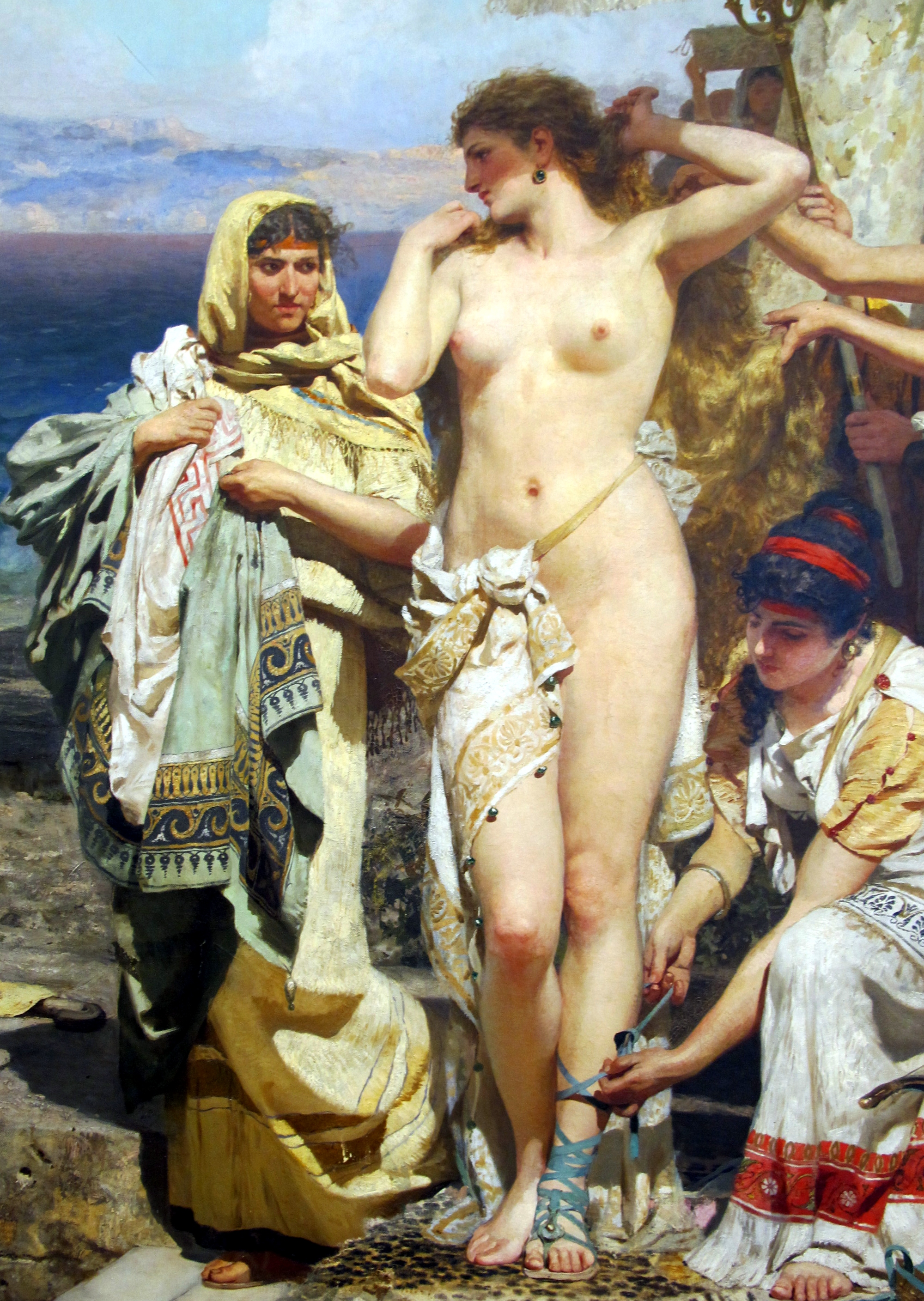
Un dettaglio di Frine e delle sue servitrici.

Il pittore trasse il soggetto del dipinto dal libro I sofisti a banchetto dell'autore greco Ateneo di Naucrati, che lo scrisse tra la fine del II e l'inizio del III secolo. Frine, nota per la sua bellezza, era un'etera, una cortigiana greca, che visse nel IV secolo a.C. nella città di Megara. In greco antico "Frine" (Φρύνη) significa "rospo" ed era un soprannome che le era stato dato per la sua tinta giallastra. Ella fece da modella per lo scultore Prassitele, che realizzò l'Afrodite di Cnido a sua immagine.
Secondo la leggenda, essendosi convinta della sua bellezza straordinaria, l'etera decise di sfidare Afrodite, che secondo la leggenda sarebbe nata in mare e poi sarebbe stata portata sulla spiaggia da un'onda. Durante la festa di Poseidone, che si svolgeva a Eleusi, davanti alla processione rituale che andava dal tempio di Poseidone al mare, Frine si privò degli abiti e scese nuda fino in riva al mare davanti alla folla di pellegrini.
Al centro del dipinto (dividendolo praticamente in due parti uguali), si trova Frine con le sue servitrici. Ella ha già abbandonato i suoi indumenti. All'inizio l'artista la dipinse completamente nuda (e in una fotografia dell'epoca era così), ma in seguito decise di lasciare che una parte del suo chitone scivolasse lungo il suo fianco destro. Una delle servitrici le tiene le vesti mentre un'altra l'aiuta a levarsi i sandali e una terza regge un ombrello per proteggerla dai raggi solari.

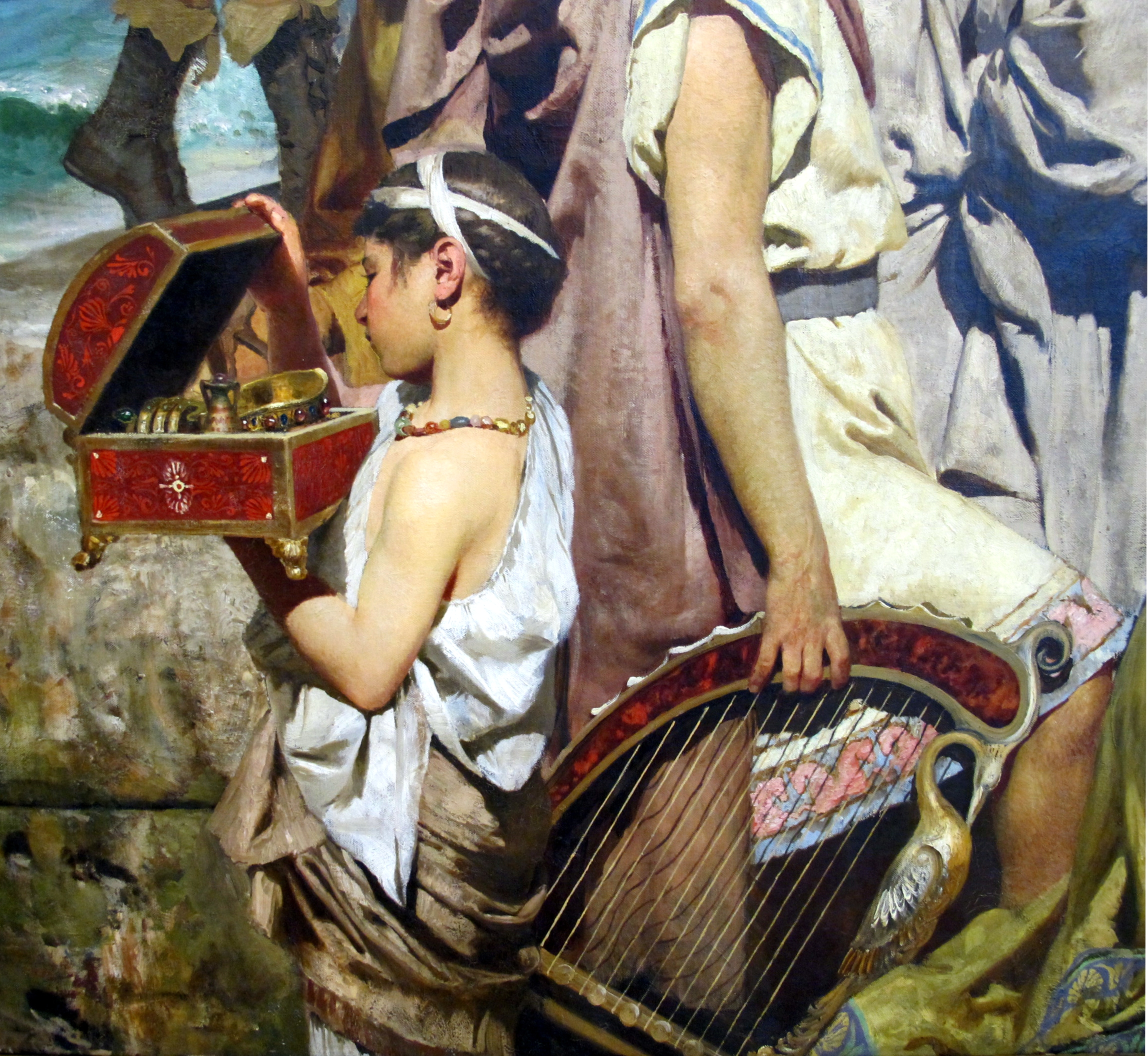
Un dettaglio di un bambino con una lira e di uno con una scatola di gioielli.

Sul lato destro si tiene la processione che scende verso il mare, davanti al tempio del dio situato sullo sfondo. I personaggi in primo piano si sono fermati e guardano Frine, alcuni con sorpresa e ammirazione, mentre altri sembrano disapprovare ciò e persino indignarsi.
Un gruppo più piccolo di spettatori, che circonda una colonna scolpita, si trova in primo piano nel lato sinistro. Qui, apparentemente, l'approvazione e l'ammirazione sembrano unanimi. Alle loro spalle appaiono le acque del golfo Saronico e le montagne dell'isola di Salamina. Nell'angolo in basso a sinistra si trova un ragazzo che porta una scatola leggermente aperta, piena di gioielli. Una cameriera sta davanti a lui e scende verso il mare con una ciotola e un vaso sopra la testa. Il paesaggio rappresentato in questa tela è considerato come uno dei migliori realizzati dall'artista ed è la parte più riuscita della tela.

## Critica
Il pittore russo Il'ja Repin affermò che "questa grande tela (...), malgrado tutta la sua retorica accademica, da un'impressione di gaiezza. Il mare, il sole e le montagne attirano lo sguardo e provocano il piacere; e poi i templi e il platano nel mezzo; a destra un albero che nessun paesaggista al mondo ha dipinto così bene. I personaggi e i volti non mi piacciono ma non rovinano la mia impressione".

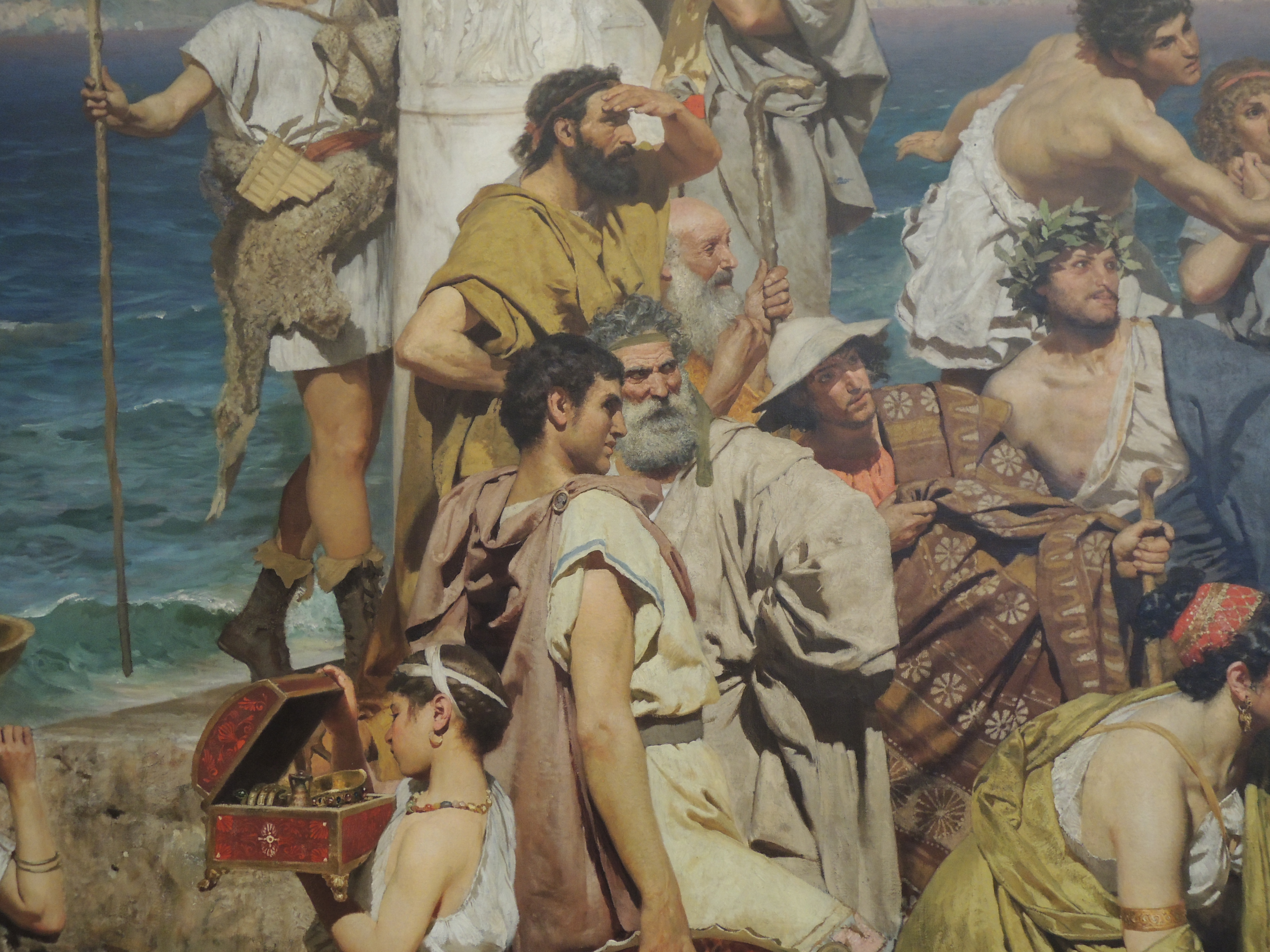
Un particolare del gruppo di sinistra.

Come al solito, il critico d'arte Vladimir Stasov rimase scettico nei confronti del nuovo quadro di Siemiradzki. Egli espresse dei dubbi sull'autenticità dell'immagine rappresentata nella storia greca antica e arrivò a dire che in tutta la tela non c'era neanche un viso realmente greco. Il critico notò anche l'assenza di emozioni sui volti dei personaggi della folla che circonda Frine. Secondo Stasov, sono tutti indifferenti e impassibili, eccetto forse per il vecchio calvo che regge un bastone nel lato sinistro del dipinto, che sorride avidamente davanti alla donna ignuda. L'impressione generale di Vladimir Stasov è molto fredda, ma ciononostante egli ammette che nel dipinto ci sono dei lati positivi, come il paesaggio dipinto superbamente sullo sfondo, una parte del mare, le piccole zone d'ombra che ricadono sugli altari di marmo illuminati dal sole ardente e le lastre del sentiero ciottolato.
La critica d'arte Tat'jana Karpova conferma che la rappresentazione data dal paesaggio traduce bene la sensazione di un'aria della Grecia, di una brezza marina. Per ella uno dei tratti innegabili di questo dipinto che attrae è il fatto che attraverso il paesaggio l'artista riesca a far rivivere la storia e il mito antichi. Karpova nota anche che le pose statiche e la separazione tra dei gruppi diversi di personaggi sono tipici del repertorio accademico. Di conseguenza, il quadro dà l'impressione di essere un pannello puramente decorativo. A proposito dell'aspetto di Frine con la sua cascata di capelli aurei, Karpova scrisse che ella sembra richiamare le donne di Tiziano, Pietro Paolo Rubens e Giambattista Tiepolo.
Il critico d'arte Vitalij Manin osservò che le opere di Henryk Siemiradzki, come Frine alle feste di Poseidone a Eleusi o La danza tra le spade, glorificano la beltà del mondo reale. Inoltre scrisse che "il soggetto qui è un intrigo minore perché non è un dipinto storico. La tela del Siemiradzki è un'estasi davanti alla bellezza".